# Districtul Fenoughil
Fenoughil este un district din provincia Adrar, Algeria.